# Griendoeverballonkopje
Het Griendoeverballonkopje (Pelecopsis mengei) is een spinnensoort in de taxonomische indeling van de hangmatspinnen (Linyphiidae).
Het dier komt uit het geslacht Pelecopsis. Pelecopsis mengei werd in 1884 beschreven door Eugène Simon.